# Deutsch-Wagram
Deutsch-Wagram is een gemeente in de Oostenrijkse deelstaat Neder-Oostenrijk, gelegen in het district Gänserndorf, net ten noorden van Wenen. De Slag bij Wagram (5-6 juli 1809) was een grote veldslag tussen Franse en Oostenrijkse troepen nabij Deutsch-Wagram in de laagvlakte Marchfeld.

## Geografie
Deutsch-Wagram heeft een oppervlakte van 30,61 km². Het ligt in het noordoosten van het land, ten westen van de grens met Slowakije en ten oosten van de hoofdstad Wenen.
Aderklaa · Andlersdorf · Angern an der March · Auersthal · Bad Pirawarth · Deutsch-Wagram · Drösing · Dürnkrut · Ebenthal · Eckartsau · Engelhartstetten · Gänserndorf · Glinzendorf · Groß-Enzersdorf · Groß-Schweinbarth · Großhofen · Haringsee · Hauskirchen · Hohenau an der March · Hohenruppersdorf · Jedenspeigen · Lassee · Leopoldsdorf im Marchfeld · Mannsdorf an der Donau · Marchegg · Markgrafneusiedl · Matzen-Raggendorf · Neusiedl an der Zaya · Obersiebenbrunn · Orth an der Donau · Palterndorf-Dobermannsdorf · Parbasdorf · Prottes · Raasdorf · Ringelsdorf-Niederabsdorf · Schönkirchen-Reyersdorf · Spannberg · Strasshof an der Nordbahn · Sulz im Weinviertel · Untersiebenbrunn · Velm-Götzendorf · Weiden an der March · Weikendorf · Zistersdorf
- Gemeinsame Normdatei: 4094903-5
- Library of Congress Control Number: n2003031612
- MusicBrainz: a36f2678-beee-4681-bb0f-6de55bcf4dbb
- Nationale Bibliotheek van Tsjechië: ge680917
- Nationale Bibliotheek van Israël: 987007482444205171
- Virtual International Authority File: 135067158
- WorldCat: E39PBJd3JvpfXKv9RmjDHBM3wC